# Pardos
Pardos a fost catepan bizantin de Italia pentru o scurtă perioadă, pe parcursul anului 1042, succedându-i generalului George Maniakes.
După ce, în iulie 1042, faimosul general bizantin Maniakes a fost dizgrațiat și rechemat la  Constantinopol de către împăratul Constantin al IX-lea Monomahul, o armată bizantină sub conducerea lui Pardos a sosit la Otranto pentru a prelua comanda de la acesta. Potrivit cronicarului Lupus Protospatarul, el aducea cu sine un crisobul, dar conținutul acestuia rămâne necunoscut. Pardos era însoțit de Nicolae, arhiepiscop de Bari, care, deși aflat sub jurisdicția scaunului apostolic, era loial Bizanțului, și de Tubaki, un protospatar. Există probabilitatea ca arhiepiscopul să se fi raliat noului catepan anterior, într-o vreme în care grecii negociau cu conducătorul răsculaților longobarzi, Argyrus. Ulterior, Argyrus va abandona cauza longobardă și va trece de partea bizantinilor. În orice caz, Pardos și Tubaki au fost arestați la Otranto de către Maniakes, care a fost aclamat împărat de către trupele sale fidele, împotriva basileului de la Constantinopol.